# James Croll

James Croll (Fotografie)

James Croll (* 2. Januar 1821 in Little Whitefield, Cargill, Perthshire; † 15. Dezember 1890 in Perth) war ein schottischer Naturforscher.

## Leben und Werk
James Croll wuchs in ärmlichen Verhältnissen in der Provinz auf. Seine Bildung erwarb er sich als Autodidakt, er war ein leidenschaftlicher Leser physikalischer und astronomischer Bücher. Eine Lehre als Stellmacher gab er aus gesundheitlichen Gründen auf und arbeitete danach in verschiedenen Berufen, u. a. als Zimmermann, Versicherungskaufmann, Kellner und Teehändler. 1848 heiratete er Isabella MacDonald. 1859 erhielt er eine Anstellung als Pförtner im Museum der Anderson University in Glasgow, Schottland. Dies verschaffte ihm Zugang zu wissenschaftlicher Literatur. Nachdem er seinen Bruder zur Übernahme der Pförtnertätigkeit gebracht hatte, begann er in der Bibliothek Fächer wie Physik, Mechanik, Astronomie und Hydrostatik zu studieren, und veröffentlichte Abhandlungen über die Bewegungen der Erde.
Seit 1864 korrespondierte er mit Sir Charles Lyell über seine Idee, dass ein Zusammenhang bestünde zwischen dem Auftreten von Eiszeiten und Veränderungen in der Erdumlaufbahn. Seine Veröffentlichung 1864 im Philosophical Magazine zu dem Thema wurde als Arbeit von höchster Qualität anerkannt. Croll bekam daraufhin eine Anstellung im Geological Survey of Scotland, dem er von 1867 bis 1881 angehörte. Dort förderte man seine Forschungen, und er veröffentlichte Bücher und Artikel in Fachzeitschriften. Mit Charles Darwin korrespondierte er über die Erosion durch Flüsse.
Die Arbeit über den Zusammenhang zwischen den Eiszeiten und dem Erdorbit war ihrer Zeit weit voraus.
Croll äußerte als erster die Vermutung, dass zyklische Veränderungen der Erdumlaufbahn von einer Ellipse (einem leichten Oval) zu einer fast kreisförmigen Bahn und wieder zurück die Erklärung für das periodische Auftreten der Eiszeiten sein könnte.
Heute sind seine Thesen unter dem Begriff Milanković-Zyklen bekannt, die nach dem serbischen Geophysiker Milutin Milanković benannt sind.
James Croll wurde 1876 zum Mitglied der britischen Royal Society ernannt. Die Universität St Andrews verlieh ihm die Ehrendoktorwürde. 1880 zog er sich ins Privatleben zurück.

## Werke
- The Philosophy of Theism (1857)
- Climate and Time, in their Geological Relations (1875) (archive.org)
- Discussions on Climate and Cosmology (1886)
- Stellar Evolution and its Relation to Geologic Time (1889)
- The Philosophic Basis of Evolution (1890)